# Dikson
Dikson (russisch Диксон) ist der Name einer etwa 6 mal 8 Kilometer großen russischen Insel in der Karasee. Sie liegt am östlichen Rand der Jenissei-Bucht an der Mündung des Jenissei. Dikson befindet sich nur etwa 2 Kilometer vom Festland entfernt und gehört administrativ zum Autonomen Kreis Taimyr.
Nachdem die Insel ursprünglich den Namen Kuskin erhalten hatte, wurde sie im Jahr 1875 von dem finnisch-schwedischen Polarforscher Adolf Erik Nordenskiöld nach Oscar Dickson (einem der Sponsoren seiner Expedition) benannt; der Name wurde zu Dikson russifiziert. Seit 1884 ist Dikson der offizielle russische Name.
1915 wurde auf der Insel der erste russische Radiosender in der Arktis in Betrieb gesetzt. In den 1930er-Jahren entstanden auf der Insel und auf dem gegenüberliegenden Festland Siedlungen sowie ein Hafen, der bis Anfang der 1940er-Jahre zum Marinestützpunkt ausgebaut wurde. Dazu wurden vielfach Strafgefangene, darunter politische, eingesetzt. Am 27. August 1942 wurde mit dem deutschen Kriegsschiff Admiral Scheer im Rahmen des sogenannten Unternehmen Wunderland der Hafen angegriffen und dabei einige Schiffe versenkt.

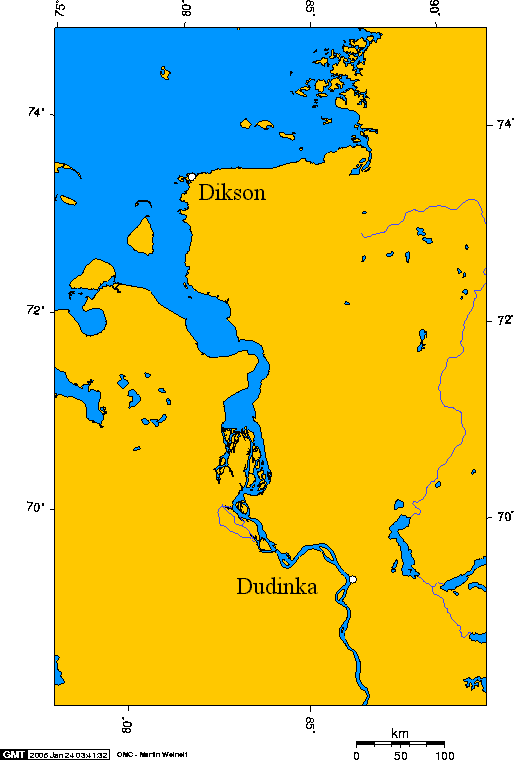
Dudinka und Dikson an der Jenissei-Mündung

Während des Kalten Krieges wurde im Jahr 1952 auf der Insel ein Luftwaffenstützpunkt eingerichtet, von dem aus modifizierte Tupolew Tu-4-Bomber regelmäßig US-Basen in Kanada und auf Grönland anflogen.
Seit 1957 sind die Siedlungen auf Insel und Festland zur Gemeinde Dikson zusammengeschlossen. Die Ansiedlung wurde aus strategischem Interesse wie aus Prestigegründen – Förderung des Seeweges auf der Nordostpassage – finanziell kräftig unterstützt. Die Einwohnerzahl stieg auf etwa 10.000. Inzwischen hat die Stadt nach dem Zerfall der Sowjetunion aus Gründen mangelnder Wirtschaftlichkeit des Seeweges an Bedeutung verloren. 2007 hatte sie nur noch etwa 2.500 Einwohner, im 2019 wurde die unbekannte Anzahl Einwohner auf der Insel auf einige Hundert geschätzt. Es wurde offensichtlich erwogen, die Zivilisten nicht weiter zu unterstützen und nur eine Station der Grenzwache zu erhalten.
Das Erdöl aus dem Gebiet von Wankor soll durch eine 750 Kilometer lange Pipeline in Dikson verladen werden.